# 済生会川内病院
社会福祉法人恩賜財団 済生会川内病院（しゃかいふくしほうじんおんしざいだん さいせいかいせんだいびょういん）は、鹿児島県薩摩川内市原田町にある病院である。病院の理念は「私たちは、保健・医療・福祉を通じて
地域社会に貢献します。」である。
社会福祉法人恩賜財団済生会支部鹿児島県済生会が運営している。薩摩川内市と薩摩郡で構成される川薩保健医療圏の災害拠点病院、地域がん診療連携拠点病院に指定されている。

## 診療科
以下の出典はより。
- 内科
- 外科・消化器外科
- 小児外科
- 整形外科
- 皮膚科
- 泌尿器科・小児泌尿器科
- 産婦人科
- 小児科
- 眼科
- 放射線科
- 緩和ケア外来
- 麻酔科
- 病理診断科
- 腎センター

## 沿革
以下の出典はを基に作成。
- 1948年（昭和23年）11月 - 川内市大小路町709番地に済生会川内診療所を開設[6]。診療科は内科・小児科。病床数1床。
- 1957年（昭和32年）3月 - 呼吸器科を設置（18床）。
- 1961年（昭和36年）9月 - 病床数が40床に。病院へ昇格する。
- 1966年（昭和41年）6月 - 川内市中郷町2122番地に新病院開設。診療科は内科・外科・整形外科・産婦人科。病床数は一般100床、結核34床。
- 1967年（昭和42年）2月 - 放射線科設置。
- 1977年（昭和52年）4月 - 小児科設置。
- 1979年（昭和54年）
  - 8月 - 眼科設置。154床に増床。
  - 10月 - 救急病院指定。
- 1984年（昭和59年）2月 - 病床種別変更を行う。一般病床数は144床、結核は10床。
- 1996年（平成8年）
  - 4月 - 新病院が完成。泌尿器科・麻酔科設置。
  - 5月 - 皮膚科設置。
- 1997年（平成9年） - 災害拠点病院指定。
- 2000年（平成12年）2月 - 被ばく医療機関指定。
- 2001年（平成13年）3月 - 被ばく医療施設棟完成。
- 2002年（平成14年）7月 - へき地医療拠点病院指定。
- 2003年（平成15年）2月 - 結核病床廃止。
- 2005年（平成17年）5月 - 小児外科設置。
- 2008年（平成20年）2月 - 地域がん診療連携拠点病院指定。
- 2009年（平成21年）3月 - 地域周産期母子医療センター指定。
- 2011年（平成23年）3月 - 東日本大震災被災地へ災害医療チーム（JMAT）派遣。
- 2014年（平成26年）
  - 2月 - 鹿児島県災害派遣医療チーム（DMAT）指定。
  - 3月 - 新管理棟完成。
- 2016年（平成28年）
  - 2月 - 原子力災害対策屋内退避施設完成。
  - 4月 - 熊本地震被災地へDMAT派遣。

## 交通アクセス
交通アクセス（病院公式サイト）も参照。
- JR川内駅より薩摩川内市コミュニティバス（くるくるバス）に乗車、「済生会病院」下車。もしくはタクシー利用。
- 駐車場あり。